# Gagea kamelinii
Gagea kamelinii är en liljeväxtart som beskrevs av Igor Germanovich Levichev. Gagea kamelinii ingår i Vårlökssläktet och i familjen liljeväxter. Inga underarter finns listade.